# Lista de deputados estaduais de Minas Gerais da 11.ª legislatura
Esta é uma lista de deputados estaduais de Minas Gerais eleitos para a 11ª Legislatura. São relacionados o nome civil dos parlamentares que assumiram o cargo em 1987, cujo mandato expirou em 1991.

## Composição das bancadas
| Partido | Líder                 | Bancada | Posição  |
| ------- | --------------------- | ------- | -------- |
| PMDB    | José Laviola          | 41 / 77 | Governo  |
| PFL     | Jaime Martins         | 17 / 77 | Oposição |
| PT      | Sandra Starling       | 5 / 77  | Oposição |
| PDT     | Paulo César Guimarães | 5 / 77  | Oposição |
| PDS     | Samir Tannús          | 4 / 77  | Oposição |
| PTB     | Milton Cruz           | 3 / 77  | Oposição |
| PL      | Eduardo Ottoni        | 2 / 77  | Oposição |

## Relação
| Nome                                                  | Partido | Observações |
| ----------------------------------------------------- | ------- | --- |
| Adelino Pereira Dias                                  | PMDB    | |
| Ademir Lucas Gomes                                    | PMDB    | Renunciou em 31/12/1988, para tomar posse como Prefeito Municipal de Contagem, sendo substituído por Bernardo Rubinger de Queiroz a partir de 4/1/1989. |
| Agostinho Cesar Valente                               | PT      | |
| Agostinho Patrús                                      | PFL     | |
| Aloísio Teixeira Garcia                               | PMDB    | Licenciou-se para ocupar o cargo de Secretário de Estado da Educação, sendo substituído por Antônio da Cunha Resende (Ninico Resende) no período de 17/5/1988 a 3/1/1989, Ailton Torres Neves de 4/1 a 23/10/1989 e Dirceu Pereira de Araújo de 24/10/1989 a 1º/2/1990. |
| Amilcar Campos Padovani                               | PDT     | |
| Anderson Adauto Pereira                               | PMDB    | |
| Antônio Fagundes de Souza                             | PFL     | Renunciou em 4/10/1988 para ocupar o cargo de Reitor da Universidade Federal de Viçosa, sendo substituído por Otacílio Oliveira de Miranda. |
| Antônio Genaro Oliveira                               | PMDB    | |
| Antônio Milton Salles                                 | PFL     | |
| Armando Gonçalves Costa                               | PMDB    | |
| Camilo Machado de Miranda                             | PFL     | |
| Carlos Eduardo Antunes Pereira                        | PMDB    | |
| Cleuber Brandão Carneiro                              | PFL     | |
| Delfim de Carvalho Ribeiro                            | PFL     | |
| Domingos Sávio Teixeira Lanna                         | PFL     | |
| Eduardo Benedito Ottoni                               | PL      | |
| Elmiro Alves do Nascimento                            | PFL     | |
| Elmo Braz Soares                                      | PMDB    | |
| Eurípedes Craide                                      | PMDB    | Licenciou-se para ocupar o cargo de Secretário de Estado da Administração, sendo substituído por Bernardo Rubinger de Queiroz no período de 17/3/1987 a 13/5/1988. |
| Felipe Neri de Almeida                                | PMDB    | |
| Francisco Carlos Delfino (Chico Ferramenta)           | PT      | Renunciou em 31/12/1988, para tomar posse como Prefeito Municipal de Ipatinga, sendo substituído por Maria José Haueisen Freire a partir de 4/1/1989. |
| Geraldo da Costa Pereira                              | PMDB    | Licenciou-se para ocupar o cargo de Secretário de Estado do Interior e Justiça, sendo substituído por Dirceu Pereira de Araújo no período de 17/3/1987 a 27/4/1988. |
| Geraldo Gomes Rezende                                 | PMDB    | |
| Irani Vieira Barbosa                                  | PMDB    | |
| Jaime Martins do Espírito Santo                       | PFL     | |
| Jairo Magalhães Alves                                 | PMDB    | |
| Jamill Selim Sales Júnior                             | PMDB    | |
| João Batista Rosa                                     | PMDB    | |
| João Bosco Martins                                    | PDT     | |
| João Lamego Netto                                     | PFL     | |
| João Pedro Gustin                                     | PFL     | |
| João Pinto Ribeiro                                    | PMDB    | |
| Jorge Gibram Sobrinho                                 | PMDB    | Licenciou-se para ocupar o cargo de Secretário de Estado de Ciência, Tecnologia e Meio Ambiente, sendo substituído por Ailton Torres Neves no período de 8/3 a 10/10/1990. |
| Jorge Hannas                                          | PFL     | |
| José Adamo Belato                                     | PMDB    | Licenciou-se para ocupar o cargo de Secretário de Estado de Esportes, Lazer e Turismo, sendo substituído por Antônio da Cunha Resende (Ninico Resende) no período de 6/7/1989 a 1º/2/1990. |
| José Bonifácio Mourão                                 | PMDB    | |
| José Bonifácio Tamm de Andrada (José Bonifácio Filho) | PDS     | |
| José Ferraz da Silva                                  | PMDB    | |
| José Laviola Matos                                    | PMDB    | |
| José Maria de Mendonça Chaves                         | PMDB    | |
| José Maria Pinto                                      | PTB     | |
| José Neif Jabur                                       | PMDB    | |
| José Renato Novaes                                    | PMDB    | Licenciou-se para ocupar o cargo de Secretário de Estado de Recursos Humanos e Administração, sendo substituído por Lacyr Dias de Andrade no período de 16/6/1989 a 1º/2/1990. |
| José Rodrigues Duarte                                 | PFL     | |
| Kemil Said Kumaira                                    | PMDB    | |
| Luís Carlos Balbino Gambogi                           | PMDB    | Licenciou-se para ocupar o cargo de Secretário de Estado de Recursos Humanos e Administração, sendo substituído por Dirceu Pereira de Araújo no período de 17/5/1988 a 3/1/1989 e Lacyr Dias de Andrade de 4/1 a 10/4/1989. |
| Luiz Vicente Ribeiro Calicchio                        | PFL     | |
| Manoel Rezende de Mattos Cabral (Nelinho)             | PDT     | |
| Márcio Lemos Soares Maia                              | PMDB    | |
| Maria Elvira Salles Ferreira                          | PMDB    | |
| Maurício Dutra Moreira                                | PMDB    | |
| Mauro Pinto de Moraes                                 | PFL     | |
| Milton Pereira da Cruz                                | PTB     | |
| Narciso Paulo Michelli                                | PFL     | |
| Nilmário de Miranda                                   | PT      | |
| Paulo César de Carvalho Pettersen                     | PMDB    | |
| Paulo César Guimarães                                 | PDT     | |
| Paulo Fernando Soares de Oliveira                     | PL      | |
| Paulo Pereira                                         | PMDB    | |
| Péricles Ferreira dos Anjos                           | PDS     | |
| Raimundo Silva de Albergaria                          | PDS     | |
| Raul Messias Franco                                   | PT      | |
| Romeu Ferreira de Queiroz                             | PMDB    | |
| Ronaldo Vasconcellos Novais                           | PMDB    | |
| Rubens Pinto Garcia                                   | PTB     | Faleceu, sendo substituído por Benedito Rubens Renó Guedes (Bené Guedes) a partir de 18/5/1989. |
| Saint’clair Martins Souto                             | PMDB    | |
| Samir Tannús                                          | PDS     | Licenciou-se para ocupar o cargo de Secretário de Estado do Trabalho e Ação Social, sendo substituído por Roberto Luiz Soares de Mello no período de 10/3/1988 a 29/3/1990. |
| Sandra Meira Starling                                 | PT      | |
| Sebastião Helvécio Ramos de Castro                    | PMDB    | Licenciou-se para ocupar o cargo de Secretário de Estado da Saúde, sendo substituído por Lacyr Dias de Andrade no período de 24/10/1989 a 1º/2/1990. |
| Sebastião Mendes Barros                               | PMDB    | Licenciou-se para ocupar os cargos de Secretário de Estado de Abastecimento, sendo substituído por José Ferraz Caldas no período de 17/3/1987 a 13/5/1988, e de Secretário de Estado do Trabalho e Ação Social, sendo substituído por Lacyr Dias de Andrade no período de 3/4 a 10/10/1990 e Ailton Torres Neves a partir de 11/10/1990. |
| Serafim Lopes Godinho Filho                           | PMDB    | Licenciou-se para ocupar os cargos de Secretário de Estado da Casa Civil, Secretário de Estado da Saúde e Secretário de Estado do Interior e Justiça, sendo substituído por José Ferraz Caldas no período de 17/5/1988 a 3/1/1989, Dirceu Pereira de Araújo nos períodos de 4/1 a 23/10/1989 e de 2 a 5/2/1990 e Antônio da Cunha Resende (Ninico Resende) a partir de 6/2/1990. Em 6/2/1990, o Dep. José Ferraz Caldas renunciou para ocupar o cargo de Auditor do Tribunal de Contas do Estado de Minas Gerais. |
| Sérgio Emílio Brant de Vasconcelos Costa              | PMDB    | Renunciou em 31/12/1988, para tomar posse como Prefeito Municipal de Sete Lagoas, sendo substituído por José Ferraz Caldas no período de 4/1 a 5/2/1989, Antônio da Cunha Resende (Ninico Resende) de 6/2/1989 a 5/2/1990 e Dirceu Pereira de Araújo a partir de 6/2/1990. |
| Silvio Carvalho Mitre                                 | PMDB    | |
| Tancredo Antônio Naves                                | PMDB    | Licenciou-se para ocupar o cargo de Secretário de Estado de Esportes, Lazer e Turismo, sendo substituído por Antônio da Cunha Resende (Ninico Resende) nos períodos de 17/3/1987 a 27/4/1988 e de 4/1 a 4/7/1989, Dirceu Pereira de Araújo de 28/4 a 13/5/1988, e Bernardo Rubinger de Queiroz de 14/5/1988 a 3/1/1989. |
| Vitor Penido de Barros                                | PFL     | Renunciou em 31/12/1988, para tomar posse como Prefeito Municipal de Nova Lima, sendo substituído por José Militão Costa a partir de 4/1/1989. |
| Wellington Balbino de Castro                          | PDT     | |